# Wawel

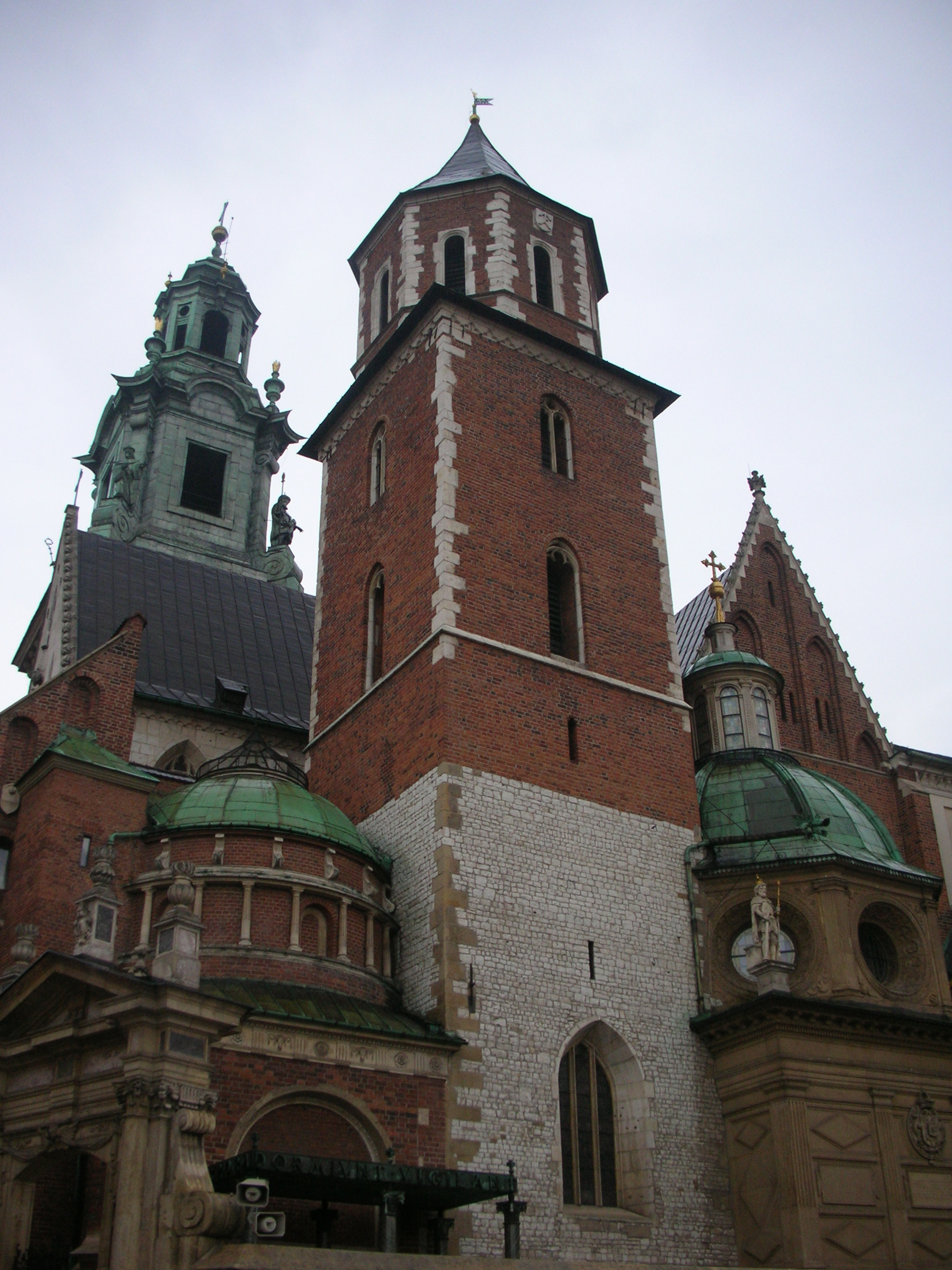
Castell Wawel, la seva catedral

Wawel (en polonès: Wzgórze wawelskie) és el nom d'un turó calcari situat a l'esquerra del riu Vístula a Cracòvia, Polònia, a una altitud de 228 m. És un lloc simbòlic de gran importància per a la gent polonesa. Dalt del turó, s'hi edificaren el Palau reial i la catedral de Cracòvia. La reialesa polonesa i molts polonesos distingits són enterrats a la catedral, on també tenien lloc les coronacions reials.

## Llegenda
A la part baixa del turó, prop del riu, hi ha una estàtua del drac emblema de la ciutat. La llegenda explica que aquest drac devorava les noies; el rei, desitjós de desfer-se'n, va oferir la mà de la seva filla a qui el matés. Els més braus cavallers ho van intentar i van fracassar. Finalment, un petit i llest artesà va deixar prop de l'antre del drac una pell de xai amarada de sofre. El drac, amb el foc a la boca, va anar a beure l'aigua del Vístula i en va beure tanta que el ventre li va explotar. Avui, la dent d'aquest drac es troba a prop de la porta de la catedral.